# Lucien Guitry
Lucien Germain Guitry (Parigi, 13 dicembre 1860 – Parigi, 1º giugno 1925) è stato un attore teatrale francese.

## Biografia
Di umili origini, Lucien Guitry fece la sua prima apparizione nel 1885, grazie alla sua vocazione artistica spontanea mentre viveva a San Pietroburgo, al teatro Michajlovskij. Quello stesso anno nacque suo figlio, il futuro drammaturgo Sacha Guitry. Lucien Guitry incontrò poi in Russia i compositori Pëtr Il'ič e Modest Il'ič Čajkovskij e strinse con loro una profonda amicizia. Su consiglio di Guitry, Čajkovskij compose varie melodie, tra cui Amleto. 
Ricco di qualità naturali quali fantasia, temperamento, personalità e acuto senso critico, Guitry divenne un significativo attore di prosa al teatro di Porte Saint-Martin nel 1900 e al Variétés nel 1901. Fu membro della Comédie-Française, ma presto si dissociò ed iniziò a lavorare in collaborazione con Marthe Brandés.

## Filmografia
- Ceux de chez nous (1915)